# صباح الخير يا وطنا (أغنية)
صبَاحُ الخَيْرِ يَا وَطنَاً أغنية وطنية شعبية باللغة العربية الفصحى، كتبها الشاعر اليمني عباس الديلمي ولحنها الملحن سهيل عرفة، وأول من قام بغنائها المطربان السوريان أمل عرفة وفهد يكن. لاقت الأغنية رواج وانتشارا واسعا، وكانت تذاع في الكثير من المناسبات الوطنية في بعض الدول العربية.

## كلمات الأغنيّة
صبَاحُ الخَيْرِ يَا وَطنَاً يَسِيرُ بِمَجْدِهِ العَالِي إلى الأَعلى
ويَا أرْضَاً عَشِقنَا رَمْلَهَا والسَفْحَ والشُطْآنَ والسَهْلا
صباحُ الخيرِ يا قِمَمَاً إليكِ الشمسُ تُهدي القُبلةَ الأولَى
وأنتِ الخيرُ يا من في كتابِ اللهِ ذِكرُكِ آيةً تُتلى
وأنتِ الخيرُ يا بَلدي يا بلدي
تُرابُكِ طُهْرُ مَنْ صَلّى وماؤكِ مِن دَمي أغلى
وحُبّكِ هَدْيُ مَنْ ضَلّ حَمَاكِ الخَالِقُ المَولى
على مِندِيلِكِ الأَخْضَر سكبتُ عَواطِفي عِطرَا
وفوقَ جَبينكِ الأسْمر رأيتُ المَجْدَ والفَخْرَا
وفِيكِ بِحُبِّنا الأكبر أذوبُ بلوعة حرى
أحِنّ إليكِ أنْدَاءً خُيُوطُ الفَجْرِ مِرشَفُهَا
وألحَانَا عَلى أوْتَارِ هَذا القَلْبِ أعْزِفُهَا
وَلَوْعَةَُ عَاشِقٍ فِي عَجْزِهِ يَحْتَارُ وَاصِفُهَا

## وصلات خارجيّة
- أغنية صباح الخير يا وطنا على موقع يوتيوب.
- لقاء مع الشاعر عباس الديلمي يتحدث عن أغنية صباح الخير يا وطنا.